# 四日市市立西朝明中学校
四日市市立西朝明中学校（よっかいちしりつ にしあさけちゅうがっこう）は、三重県四日市市北山町にある公立中学校。
学校の南側には朝明川が流れ、北側には田園地帯が広がっている。生徒は原則、徒歩通学となっており、自転車通学が禁止となっている。

## 校区
四日市市立下野小学校と四日市市立八郷西小学校の校区を校区としている。

## 教育ビジョン
めざす学校の姿として、「生徒と教師が互いに生き生きとした教育活動を行うとともに保護者や地域に信頼される学校」を標榜している。

### めざす子どもの姿
1. 自分の考えを持ち、仲間と共に高めあう生徒
2. 自らを律し、思いやりのある生徒
3. 心身ともに健康で、何事も粘り強く取り組む生徒

## 沿革
- 1979年 第1回入学式。1年生は新入生、2-3年生は四日市市立朝明中学校より編入。
- 1980年 体育館が完成。校歌ができる。
- 1981年 技術棟が完成。
- 1988年 武道場が完成。
- 1990年 グラウンド南に「新しい」テニスコートができた。
- 1992年 グラウンドの散水栓ができた。
- 1995年 コンピュータ室ができた。
- 1996年 障がい児学級（知的障害）を新設。
- 2000年 バリアフリー化工事。
- 2000年 障がい児学級(肢体不自由)を増設。
- 2005年 剣道部が、第35回全国中学校剣道大会・女子団体の部で優勝。
- 2006年 学生カバンが廃止になる。
- 2006年 4月1日 - 障がい児学級（肢体不自由）を新設。
- 2006年 8月31日 - バリアフリー化工事。
- 2009年 12月1日 - デリバリー給食の開始。

## 部活動

### 運動部
- 剣道部（男女）
  - 2005年（平成17年）、第35回全国中学校剣道大会女子団体の部で優勝
- バスケットボール部（男女）
- バレーボール部（女）
- ソフトボール部（女）
- ハンドボール部（男）
- ソフトテニス部（男女）
- 卓球部（男女）
- サッカー部（男）
- 野球部（男）

### 文化部
- パソコン部
- 芸術部

### その他
- 生徒は学校の部活動か社会体育としての部活動が必須となっている。
- 社会体育では、レスリング・硬式テニスが盛んである。2008年から2010年にかけては、全国大会での入賞がある。

## 主な出身者
- 藤波勇飛 - レスリング選手
- 藤波朱理 - レスリング選手
- 桂しん乃 - 落語家 元三遊亭歌る多門下、三遊亭日るね

## 所在地と交通
- 所在地 - 三重県四日市市北山町1169
- 交通 - 三岐鉄道三岐線 暁学園前駅より徒歩20分。